# メイヌース
メイヌース（英: Maynooth、[məˈnuːθ]、アイルランド語: Maigh Nuad）は、アイルランドのキルデア県北部にある町。カトリック教会のメイヌース大学（アイルランド国立大学メイヌース校）と神学校のセント・パトリック・カレッジを擁する学生街である。国内有数の開発援助NGOであるトロカイア（Trócaire）の本部がある。

## 地理
リークスリプとキルコックをむすぶ地方道R148号線に面し、市街を迂回するように高速道M4号が通る。セルブリッジやクレイン、ダンボインへも一本の道路で行ける。鉄道ではダブリンからスライゴに至る路線が通る。

## 地名の由来
メイヌースの名はアイルランドの神、ヌアザに由来する。「ヌアザの平原」が転じてメイヌースとなった。

## 歴史
メイヌースは「ザ・ペイル」（イギリスの支配下にあったアイルランド東部）の西端にあたる。長年アイルランドを牛耳り続けたジェラルディン家の根城であった。
1920年代にアイルランド自由国総督であるドムナール・ウア・ブアハラが居を定めた。ブアハラはダブリンのフェニックス公園にある総督邸を住まいに打診されたが、辞退していた。町には2005年までブアハラの子孫が営むホームセンターがあった。

## 名所
歴代のリンスター公爵が住まいとしたメイヌース城とカートン・ハウスをむすぶのが大通りである。前者は16世紀、「シルケン・トマス」として知られる第10代キルデア伯爵トマス・フィッツジェラルドが砦として築いたが、1535年の反乱で壊滅した。
後期ジョージ王朝様式と新ゴシック・リヴァイヴァル建築のセント・パトリックス・カレッジは町内有数の歴史的建造物である。1850年、当時のローレンス・F・レネハン学長の委託でオーガスタス・ウェルビー・ノースモア・ピュージンが改築した。学内の礼拝堂はロバート・ブラウン博士が学長を務めていた1894年に、ジェームズ・ジョゼフ・マッカーシーが設計・完成させたものである。
郊外のコロニーズ・フォリーはセルブリッジに近いが、行政上はメイヌースが所轄する。ダブリンでは西部への玄関口として知られている。

## 人口動態
町の総人口は1万715人（2006年国勢調査）で、県内で5位、全国でも35位につける。しかし、メイヌース大学（アイルランド国立大学メイヌース校）やセント・パトリックス・カレッジの学生、リークスリプのインテルやヒューレット・パッカードの工員を含むか否かで値は大きく変動する。

## 教育

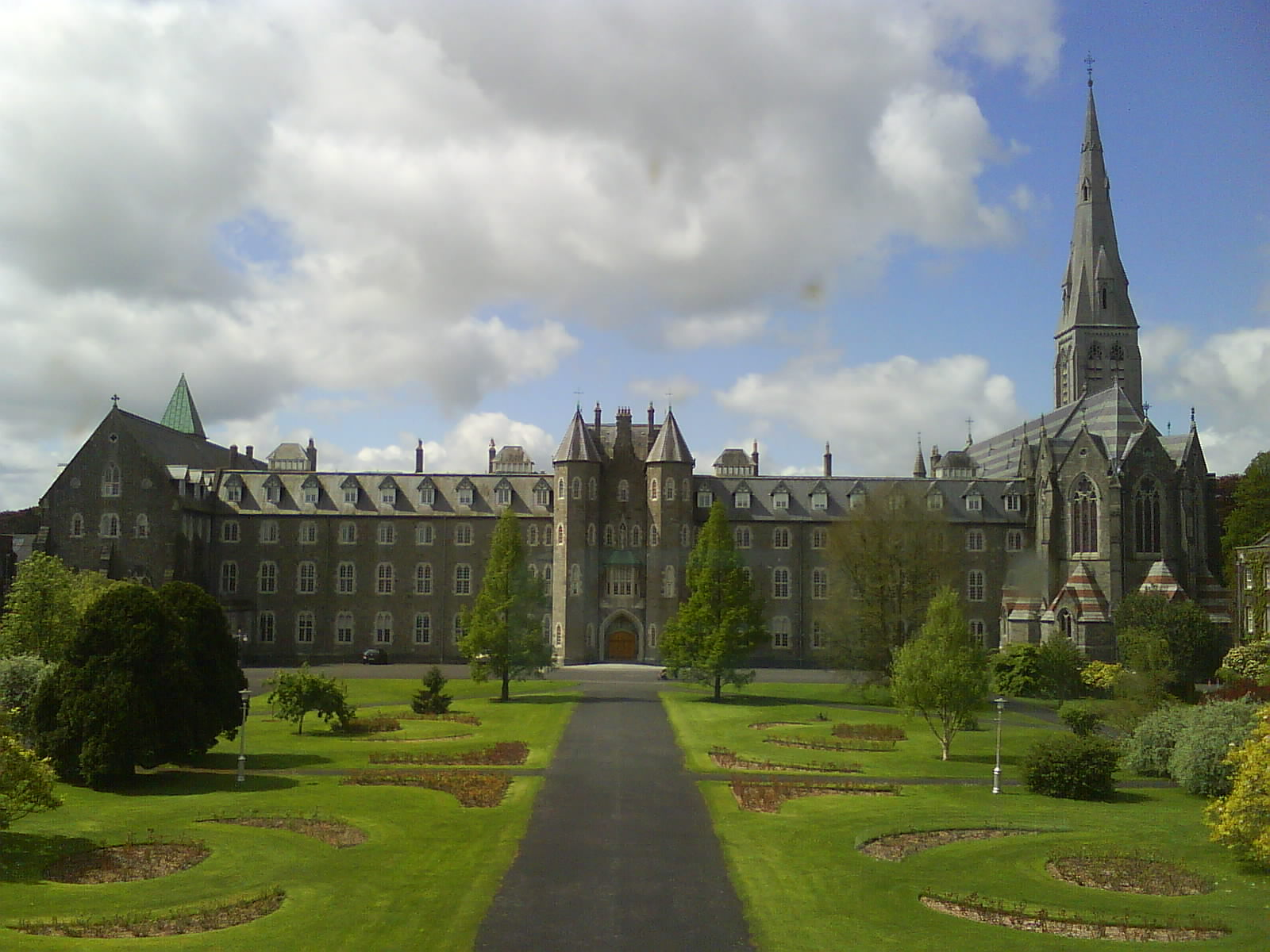
セント・パトリックス・カレッジ

セント・パトリックス・カレッジのメイヌース・キャンパスとメイヌース大学（アイルランド国立大学メイヌース校）の2校の高等教育機関が立地する。前者はカトリック教会の聖職者を養成する目的で1795年、ジョージ3世が建学したもので、そこから1997年に後者が分立した。そのため、両者は敷地や多くの施設を共同で使用している。メイヌース大学はアイルランドで唯一、市ではなく町にある大学である。町内にはこのほか中学校が1校、小学校が4校、女子校と男子校が各1校、宗派や性別に関係なく学べる共学校が1校、ゲール語が話される学校が1校ある。

## 施設
消防署、警察署、医療センター、図書館の支所、信用協同組合が1つずつある。1980年代中ごろにアイルランド初のテレホンカード対応公衆電話が出現したことで、にわかに脚光を浴びた。

## 経済
キルデア県北部ないしミース県南部における小売業の中心地で、スーパーバリュー、テスコ・アイルランド、アルディ、リドルが進出している。非チェーン店がカバーする分野も幅広い。2005年10月にはデューンズ・ストアがイーソンズ、エルベリーズ・スポーツ、ハリファックスなどの入る大規模商業施設を開業した。テスコは24時間営業で、デューンズもかつてはそうであった。一方テスコは2007年1月18日に現在の店舗を取り壊し、近隣により大きな商業施設を建てる旨を発表。ヒートンズ、スポーツ・ワールド、ネクスト・チルドレン、ブーツが入居するこの新しい商業施設は2008年11月3日に開業した。

## 交通
ロイヤル運河でダブリンの中心街から航行可能で、いまでは主としてレジャー目的で使われている。水運は19世紀前半に鉄道が到来するまでプライムな輸送手段であったため、メイヌースは交通の要衝となった。駅から運河をはさんで向かい側（北岸）に位置する港は釣り場として人気がある。
2つの高等教育機関の最寄りであるメイヌース駅はダブリンおよびキルデア地方でもっとも混みやすい駅である。アイルランド国鉄の西部通勤快速とダブリン - スライゴ間のインターシティ便が乗り入れる。バスではダブリンバスとバス・エールンの路線がある。近隣の市や町をむすぶ個人タクシーも多い。

## スポーツ
ゴルフ
練習場やミニコースをそなえたGUIナショナル・ゴルフ・アカデミーがあり、レッスンが受けられる。
ラグビー
市街から3kmほどのキルコックへ向かう街道沿いにノース・キルデア・ラグビー・クラブがある。国際的に活躍するラグビー選手のボブー・ケーシーはメイヌース出身。
ゲーリック・ゲームズ
ゲーリック体育協会所属で2009年以来シニア・フットボール選手権に出場しているメイヌースGAAの本拠地である。
サッカー
地元のサッカークラブにメイヌース・タウンFCがある。
競馬
モイグレア・スタッド農場でサラブレッド競馬が行われる。
陸上競技
ル・シェイル陸上クラブがある。